# Тома Радовски
Тома Димитров Радовски, наречен Томето, Томата Радовалията или Радовалиев е български революционер, деец и районен войвода на Вътрешната македоно-одринска революционна организация и Вътрешната македонска революционна организация в Серския революционен окръг.

## Биография

### Във ВМОРО
Тома Радовски е роден през 1862 година в село Радово, Валовищката кааза на Серския санджак на Османската империя, днес Харопо, Гърция. Занимава се с производство и търговия с воденични камъни, добивани от района на Валовища. Тома Радовски среща Гоце Делчев през 1900 година и под негово давление става последователно ятак, куриер, четник и селски ръководител в Демирхисарска околия на ВМОРО. Тома Радовски е водил Гоце Делчев по селата през деня с натоварена кола с вар, двамата с Гоце Делчев са били преоблечени като църковни бояджии. Така Гоце Делчев е организирал всички села от Сярска околия.
Тома Радовски влиза във ВМОРО и участва в Илинденско-Преображенското въстание в Серския революционен окръг, като четата му задържа стратегически турския военен корпус с всекидневни акции и атаки през цялото времетраене на въстанието в Серския санджак. Двамата с Лазар Кунгалов организират малка чета с район на действие поречието на река Струма и с цел – набиране на оръжие и пари за организацията. Имат равен ранг на войводи под ръководството на Яне Сандански. Тома Радовски и Лазар Кунгалов са първи братовчеди от Радово по майчина линия.

### По време на войните за национално освобождение
През 1912 г. по време на Балканската война участва в освобождаването на града от четите на Яне Сандански и Александър Буйнов. На 4 ноември 1912 година в града влиза и генерал Георги Тодоров с 4-та дружина на 50-и полк на Седма пехотна рилска дивизия. Участва в битката за Рупелския проход, в която четите на ВМОРО атакуват турския корпус в тил и довеждат до неговото разбиване. С четите на ВМОРО е и при изтеглянето от Валовища по време на Междусъюзническата война. След войната, когато съгласно Букурещкия мирен договор Гърция анексира Валовищко, Тома Радовски се установява в Чучулигово, Петричко. Той поддържа санданистите като е в близък контакт с Яне Сандански и става негов телохранител.
Яне Сандански се върнал в Роженския манастир от село Враня, където го чакали неговите телохранители Тома Радовски и Лазар Кунгалов. След 2 седмици той получил 2 телеграми от Петрич и Неврокоп, в тях го молели да отиде във връзка с разрешаването на някакъв въпрос. Те били изпратени от неговите врагове и в двата маршрута го очаквали засади. Кунгалов приготвил свинско печено за из пътя. Когато тръгнали кобилата Мица започнала да цвили и заднешком се върнала през портите на манастира. Тя упорито отказвала да помръдне а била много послушна и предана на своя господар. Яне който вярвал в предзнаменования, казал на Тома и Лазар: „Ке стане нещо“ и отказал те да го придружат с мотива: „Един път разплаках две майки на убитите в Солун Мицо Врански и Танчо, втори път не искам да разплаквам други майки“. Сандански тръгва сам с думите: „Да става, каквото става“. 
Георги Хазнатарски организира заедно с Лазар Кунгалов, Тома Радовски и Никола Киримов–Гоцето от село Тешово пренасянето на тялото на убития Яне Сандански от местността „Блатата“.
Тома Радовски подпомага освобождението на Валовища през Първата световна война на 17 август 1916 година от Седма пехотна дивизия. Дава информация за гърци, участващи в шпионски организации и свидетелства в съдебни процеси срещу шпионите. Съгласно Ньойския мирен договор Гърция отново си връща Сяр и Валовища. Тома Радовски отново се установява в Чучулигово.

### Във ВМРО
След 1918 година, ВМРО възстановява структурите в Егейска Македония и изпраща четата на Георги Хазнатарски, в която участва и Тома Радовски. Тя действа в трите околии на Серския революционен окръг – Сярска, Драмска и Валовищка. Четата през пролетта на 1920 г. води сражения в Костурско, Леринско и Воденско.
След като се прибират в България организират дейността на митницата Попови ливади в Пирин. Целта е да се набират средства за дейността на организацията. Всички търговци са плащали мита, като най-важни са били приходите от дървен материал и животни за Гърция, тютюн и вино. Освен Тома Радовски участват и Георги Хазнатарски, Никола Хаджиев, Гоце Манолев, Динчо Балкански, Петър Говедаров, Димитър Чегански, Илия Которкин и Кирил Лерински. Радовски заедно с Митьо Илиев и Стефан Кръстев – Пиперката е групов началник в окръжната чета на ВМРО с войвода Алеко Василев, а Ангел Коларов и Георги Хазнатарски са помощник окръжни войводи на Алеко Василев. Радовски е приближен е до Алеко Василев, който е ръководител на Спомагателната организация на ВМРО. През 1923 г. Тома Радовски е издигнат за районен войвода в Петричкия окръг. Сформира чучулиговската чета, с която преминава и води бойни действия в Гърция. Той е тежко ранен в двата крака при ожесточена престрелка с гръцки военни части в близост до село Бурсук, Сярско. С много усилия е донесен от четниците в село Чучулигово, Петричко за лечение, но остава куц с левия си крак.

### В емиграция
През 1924 г. по време на Горноджумайските събития получава смъртна присъда от водача на дясното крило във ВМРО Иван Михайлов. Тома Радовски, Никола Хаджиев, Димитър Хаджиев, Иван Коджабашиев и Гогата Хазнатарски минават през Алиботуш в Гърция, след което се установяват в Горни Милановац, Югославия, където се оформя база на български емигранти. Оттам групата е прехвърлена във Виена чрез сигурен и добре работещ канал. Там са посрещнати от Тодор Паница и те стават неразделна част от неговото обръжение до неговата смърт. Тома Радовски наема квартира на улица „Кайзерщрасе“, в непосредствена близост до ресторанта на ъгъла с улица „Зайденгасе“, оформил се като сборен пункт на емигрантите серчани. На сбирките най-редовно е четен и обсъждан вестникът „Македонско съзнание“, издаван във Виена с помощта на Тодор Паница.
Тома Радовски и Георги Хазнатарски са били натоварени за убийството на водача на федералистите Тодор Паница. Проследявали са го до Солун, обаче не успели да извършат убийството, но са донесли кои хора са придружавали Паница. През 1925 година на Тома Радовски и Георги Хазнатарски, ведно с Менча Кърничева, на ново са им поставили задача за извършване убийството на Тодор Паница в град Виена – което и извършили.
Във връзка с убийството на Тодор Паница във Виена през 1925 г. е проверяван и Гогата Хазнатарски по информация за още стрелци по Паница от други ложи на театъра. Дълго време в Държавна сигурност са работили по информацията, че Тома Радовски и Георги Хазнатарски също са участвали в стрелбата в подкрепа на Менча Кърничева. За австрийската полиция е било малко вероятно едно слабо и болнаво девойче да извърши убийство от такъв мащаб. Тома Радовски и Георги Хазнатарски се прибират с параход по Дунав в България. Хазнатарски донася в Чучулигово първото дръвче липа от Виена. Сега цялото село и съседните села имат големи липи. След убийството на Паница, Радовски и Хазнатарски заживяват в Чучулигово. Тома Радовски се отчита пред организацията и животът му е спасен. Отменя се присъдата след като е направил отчет на служебните пари, които са били на съхранение при него лично пред Иван (Ванчо) Михайлов. Отпада обвинението, че е злоупотребил с народни пари. На Тома Радовски е оставена крупна сума от Михайлов за битовото устройване на семейството. Радовски е бил посещаван често в Чучулигово от Иван Михайлов, тези посещения продължавали до разтурането на организацията. След бягството на Ванче и неговата съпруга Менча през 1934 г. в Турция, Тома активно се занимава с предоставяне на земеделски земи за обработване от наематели.
Тома Радовски и Гогата Хазнатарски като влиятелни още от преди са били натоварени от организацията на Иван Михайлов да организират михайловистки организации в околията, даже са стигнали до там, че са командвали и по големи въпроси. Същите са обърнали Чучулигово на втори център в осъждането на лица, противници на ВМРО – Иван Михайлов.

### По време на Втората световна война
През 1941 година след анексията на Сярско от България, Тома Радовски се завръща и се установява в Сяр. Той и неговите синове Христо и Димитър стопанисват винарска изба и кръчма в Сяр, както и лодка по долното течение на река Струма, с която превозват хора и товари. От лодката се възползват членовете на организацията в Серския и Петричкия окръг за изпълнение на поставените им задачи от българското управление. Димитър Радовски работи като бирник в общинската администрация в Сяр. През 1941 г. Тома Радовски като заминал за Беломорието, той събрал селяните и им казал: „Вие използвахте 25 години моите ниви и къщи. За сметка на това всеки от вас ще трябва да ми даде по 80 000 лева.“ В Беломорието се чувствал като губернатор, каквото си искал това вършел. Тома Радовски участва в българското управление на Егейска Македония като помощник – кмет на село Чивлиджико (Стримонохори), Сярско.

### Последни години
През 1944 година при оттеглянето на българските войски Тома Радовски и семейството му отново бягат в България под непосредствената заплаха от смъртно наказание, обявено от Андон Чауш – ръководител на гръцките паравоенни формирования. Отново се установяват в Чучулигово, Петричко. Така нареченият Народен съд го осъжда на интерниране в Разградско като член на ВМРО. По-късно е освободен.
Тома Радовски умира от естествена смърт през 1957 г. в Чучулигово. Погребан е в селското гробище в гроба на съпругата му Анна. Гогата Хазнатарски също се установява в Чучулигово, Петричко, където умира и е погребан. Двамата поддържат много близки приятелски отношения в последните си години.

## Семейство
Тома Радовски е женен за Анна Радовска от която има пет деца: Велика, по мъж Бахтарлиева, родена през 1901 г., Христо Радовски, роден през 1903 г., Иван Радовски, роден през 1905 г., Марко Радовски, роден през 1908 г. и Димитър Радовски, роден през 1913 г. Неговите синове Иван, Христо и Марко Радовски също са членове и четници на ВМРО.
Неговата внучка Султана Конева, която е дъщеря на първородното му дете Велика, работи като секретарка в Министерския съвет на Георги Димитров – министър-председател на НР България.
Неговият правнук комисар инж. Александър Радовски, който е внук на неговия най-малък син Димитър, е български офицер, общественик, футболен деятел и изследовател на дейността на ВМОРО и ВМРО. Александър Радовски е автор на много статии и книги, разкриващи забравени исторически факти. 
По-голямата част от роднините на Тома Радовски остават в пределите на Гърция след Междусъюзническата война. След време повечето от тях и техните потомци емигрират в САЩ, Канада и Австралия. След Втората световна война се изселват и във Федерална Република Германия. Един от първите братовчеди – Коце от град Сяр остава в Гърция и неговите наследници са собствениците на фабриката за мебели „Дромеас“ в Сяр.